# 奥村繁次郎
奥村 繁次郎（おくむら しげじろう、1873年 - 1919年12月16日）は、明治から大正にかけての日本の好事家、著作家。
名は繁治郎とも書く。残跡庵、化曼と号す。

## 概略
生家は東京下谷和泉橋通御徒町で焼き芋屋を営む。若い頃から読書家で、坪井正五郎の研究室に出入りする。その縁で山中共古・清水晴風・竹内久一・林若樹・三村竹清らの集古会のメンバーと出会い、商号の「芋繁」の名で知られる。独学で本草学を研鑽して飲食や料理のことに詳しく、仲間内では「食物博士」と呼ばれた。日本に目録学が成立していない頃から古典籍の収集に努め、親元を離れて古書店を営むようになった。焼芋屋と古書店をやめて文筆業に転じようとしたがうまくいかず、旧交からも見放され晩年は占い師をして生計を立てていた。46歳で没し、浅草の海禅寺に葬られた。

## 編著
- 『食類辞典』
- 『犬肉食用考』（東京人類學會雜誌，1900年）
- 『家庭和洋料理法』 (大学館, 1905年)
- 『豆腐百珍 衛生料理』（萩原新陽館、1906年）
- 『於台処料理 : 経済美味』 (文星堂、1907年)
- 『家庭に於ける吉凶百談』 (博文館、1908年)
- 『漬物法二百種 蔬菜魚鳥』（博文館、1912年）
- 『実用家庭支那料理法』（盛林堂、1912年）
- 『魔法と忍術 : 極意皆伝』 (国華堂書店、1917年)
- 『五羽養鶏十倍産卵法』 (国華堂書房、1918年)
- 『養鶏家の相談相手 : 附・家鴨と真鴨の多産法』 (国華堂書店、1918年)
- 『神霊まじない秘密奥伝』（さわね出版、1984年）